# Megan Oldham
Megan Oldham (født 12. maj 2001) er en canadisk freestyle-skiløber. Hun konkurrerer i Big Air og Slopestyle.

## OL

### 2022
Megan Oldham deltog ved Vinter-OL 2022, og konkurrerede både i Big Air og Slopestyle. I Slopestyle blev det til en 13. plads og i Big Air rakte hendes 85,00 points netop ikke til en podieplads, da det blev til en fjerde plads; guld, sølv og bronze gik til henholdsvis Eileen Gu, Tess Ledeux og Mathilde Gremaud. 

## X Games
Megan Oldham har i alt vundet syv X Games-medaljer; 3 guld, 2 sølv, 2 bronze.